# Olofsbo hembygdsgård
Olofsbo hembygdsgård är en byggnadsminnesförklarad kringbyggd gård i Olofsbo, Falkenbergs kommun, Hallands län. Gården kallas även Andersgård eller Staffens efter tidigare ägare. Bostadsdelen är från åtminstone då laga skifte genomfördes 1838. Uthusen är däremot från 1892 samt 1936.